# Nefelometría

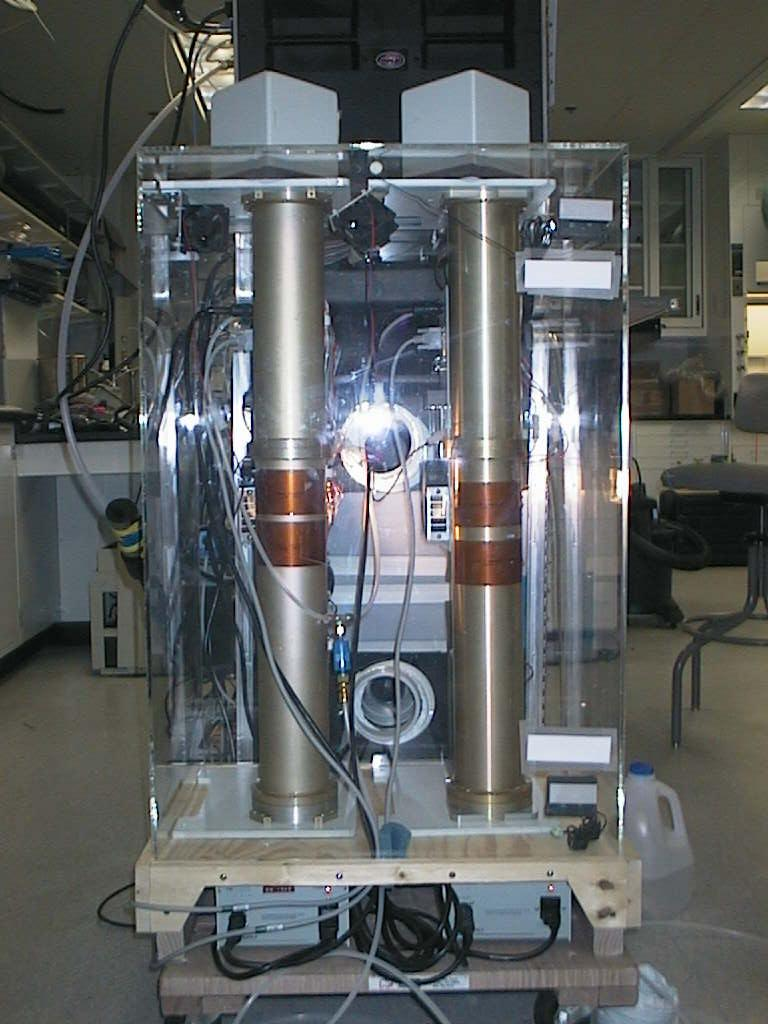
Nefelómetro

La nefelometría es un procedimiento analítico que se basa en la dispersión de la radiación luminosa por la presencia de materia en suspensión en el interior de un fluido. Cuando un haz de luz atraviesa un medio transparente en el que existe una suspensión de partículas sólidas, parte se dispersa en todas direcciones y como consecuencia se observa turbia. La dispersión no supone la pérdida neta de potencia radiante, solo afecta a la dirección de la propagación, porque la intensidad de la radiación es la misma en cualquier ángulo. La intensidad de luz dispersada depende del número de partículas suspendidas, su tamaño, su forma, de los índices refractivos de la partícula y del medio dispersante. 

## Principios generales
La nefelometría y la técnica afín denominada turbidimetría, se basan en fenómenos de reflexión y dispersión lumínica por las partículas en suspensión. El principal criterio que decide si la desviación de la luz es debida a la reflexión o a la dispersión radica en el tamaño de las partículas y en la longitud de onda utilizada en el análisis. Para suspensiones coloidales, cuyo tamaño de partícula en suspensión (1 a 1000 nm aprox.) es menor o de similar orden que la longitud de onda de la radiación luminosa utilizada, el fenómeno que predomina es el de la dispersión, mientras que  si las partículas son de dimensiones mayores a la longitud de onda, el fenómeno que predomina es el de la reflexión. En las medidas nefelométricas es deseable que las partículas en suspensión sean del menor tamaño posible.

### Variables que afectan a las medidas nefelométricas
La cantidad de radiación eliminada por dispersión depende de diversos factores, de los cuales, los más importantes son:
1. La concentración: cuanto mayor sea el número de partículas por unidad de volumen, mayor es la dispersión.
2. La relación entre los índices de refracción de la partícula y el medio en el que se encuentra suspendida.
3. Tamaño y geometría de la partícula. Las partículas en suspensión no suelen tener un tamaño uniforme. Factores como el pH, la velocidad y orden del mezcla de reactivos, la concentración de los mismos, agitación y duración del estado de reposo y la fuerza iónica suelen tener un efecto importante en esta variable.
4. Longitud de onda: generalmente las muestras se iluminan con luz blanca, pero si están coloreadas, se debe escoger una porción del espectro electromagnético en la que la absorción del medio se reduzca al mínimo.

En las muestras se agregan agentes tensoactivos (como gelatina), para prevenir la coagulación del coloide. Solo se obtienen datos confiables si se controlan escrupulosamente las variables que afectan el tamaño de partículas.

### Medida de la dispersión lumínica
En la nefelometría se mide la radiación lumínica dispensada por la suspensión en un ángulo de 90º respecto a la dirección del haz incidente. Debido a la cantidad de variables que afectan a la cantidad de luz dispersada, no es posible establecer una ecuación teórica sencilla que relaciones la intensidad de la luz dispersada con la concentración de partículas en suspensión. Normalmente se establece una relación empírica que tiene en cuenta la intensidad de luz incidente. Llamando Is a la intensidad de luz dispersada y C a la concentración de partículas:
{\displaystyle I_{s}=k_{s}\cdot I_{0}\cdot C}
donde I0 es la intensidad de luz incidente y ks una constante de proporcionalidad que es necesario establecer empíricamente mediante el empleo de patrones. 
En la medida nefelométrica es deseable que la partícula en suspensión sea lo más pequeña posible para que predomine la dispersión frente a la reflexión. Las partículas pequeñas y homogéneas presentan un modelo de dispersión relativamente simétrico en el espacio, de ahí que se optimice la observación de la luz dispersada a 90º. Cuando las partículas en suspensión son de tamaño similar o algo mayor a la longitud de onda incidente, los fenómenos de reflexión empiezan a tener cierta importancia en la desvío del haz luminoso, que suele ser dirigida en ángulos menores a los 90º. En consecuencia, aunque la mayoría de los instrumentos comerciales para medidas nefelométricas en el laboratorio, sitúan el detector en un ángulo de 90º respecto a la dirección del haz primario, este se dispone de forma que colecte la radiación dispersada en un amplio ángulo, que puede variar entre 30 y 100º, con lo que se asegura la detección tanto de la luz dispersada como de buena parte de la reflejada por las partículas.

## Aplicaciones
La nefelometría ( y su técnica afín, la turbidimetría) tiene aplicaciones en el análisis ambiental, para la determinación de la turbidez del agua y para el control de los procesos de tratamiento. En el análisis inorgánico, la aplicación más frecuente es la determinación de sulfatos en muestras acuosas, mediante precipitación como BaSO4. La determinación de sulfatos es el método habitual de análisis de este anión en el agua, así como la determinación rutinaria de azufre en carbón, coque, aceites y otros materiales.  También tiene aplicación en el análisis de alimentos y bebidas, como por ejemplo los análisis de turbidez de melazas y jarabes en la industria azucarera, la transparencia de zumos, bebidas refrescantes y bebidas alcohólicas. 

### Análisis bioquímico y medicina
La nefelometría es una técnica utilizada en inmunología para determinar los niveles de varias proteínas del plasma sanguíneo, como por ejemplo, los niveles totales de isotipos o clases de anticuerpos: inmunoglobulina M, inmunoglobulina G e inmunoglobulina A.También se utiliza para la cuantificación de cadenas ligeras libres en enfermedades como el mieloma múltiple. Esta cuantificación es importante para la clasificación de enfermedades y para el seguimiento de la enfermedad una vez que se ha tratado a un paciente (un mayor sesgo de la relación entre las cadenas ligeras kappa y lambda después de que un paciente haya sido tratado es una indicación de recurrencia de la enfermedad). La técnica se utiliza ampliamente en los laboratorios clínicos porque es relativamente fácil de automatizar.

## Diferencia con la turbidimetría
La turbidimetría y la nefelometría son técnicas de análisis que usan como principio la dispersión de la luz por partículas en suspensión en el seno de un fluido. La dispersión de la luz puede ser debida a reflexiones producidas por dichas partículas o a cualquier otro proceso de dispersión luminosa por refracción, inducción de dipolos u otros tipos de dispersión (dispersión Rayleight). En general, las partículas grandes, de tamaños superiores a la longitud de onda de la radiación luminosa empleada en el análisis, producen, preferentemente reflexión luminosa, mientras que en partícula en suspensión de reducido tamaño, predominan los fenómenos de dispersión. Sin embargo, desde el punto de vista de la técnica analítica, la diferencia entre ambas está en la forma de medir la luz dispersada. En la turbidimetría se mide la cantidad de luz que consigue atravesar el fluido que contiene la dispersión de partículas, la cual es inversamente proporcional a la cantidad de partículas por unidad de volumen. En otras palabras, la pérdida de potencia luminosa sigue un modelo similar al de la absorción de la luz por la materia disuelta (ley de Beer). En cuanto a la nefelometría, en esta técnica se mide la luz realmente dispersada por las partículas, para lo cual, el detector se coloca en un ángulo, generalmente de 90º con respecto a la dirección del haz luminoso incidente. La elección entre una u otra técnica reside en la cantidad de materia a determinar. En los casos en que la concentración de partículas es relativamente alta, es recomendable el empleo de la turbidimetría, mientras que por el contrario, si se produce poca dispersión, debido a una baja concentración de partículas, la nefelometría resulta ser una técnica más precisa y sensible, ya que supone medir una pequeña cantidad de luz frente a un fondo negro.